# Nissan Cefiro
Nissan Cefiro (niˈsan tsəˈfiːro) — японский автомобиль бизнес-класса, который выпускался в период с 1988 по 2003 год. Автомобиль изначально выпускался в кузове 4-дверный седан, однако в дальнейшем было налажено производство универсала. Большая часть автомобилей оснащалась автоматическими коробками передач. Помимо Японии, автомобиль пользовался большой популярностью в Австралии, Великобритании, Новой Зеландии и России.
В европейском исполнении автомобиль выпускался под названием Maxima и в Россию он поставлялся официальными дилерами.

## Первое поколение (A31)
Автомобиль в сентябре 1988 года появился на японском рынке, и выпускался до мая 1994 года. А31 был похож на Nissan Laurel. По техническим характеристикам он был максимально близок к Nissan Skyline, Nissan Silvia и Nissan Laurel. Также выпускалась и 4WD версия, на которую устанавливались те же передняя и задняя подвески, как на Nissan Skyline GT-R.
Cefiro — один из первых автомобилей которые имели 5-ступенчатую автоматическую коробку передач. Двигатели были объемом от 2 литров и до 2,5 л. На некоторые версии ставили двигатели с турбонаддувом.
Эта модель выпускалась с задним и полным приводом. В отличие от будущих версий Nissan Laurel и Nissan Skyline, A31 стал последним кузовом, который был с задним приводом, все последующие модели были переднеприводными. Благодаря заднему приводу и относительной дешевизне, автомобиль стал популярным среди японских дрифтеров. В результате этот автомобиль приобрел культовый статус в Японии, Новой Зеландии и Австралии, так как мощные двигатели и отличные заводские настройки шасси отлично проявляли себя при уличных гонках и дрифте.

### Галерея

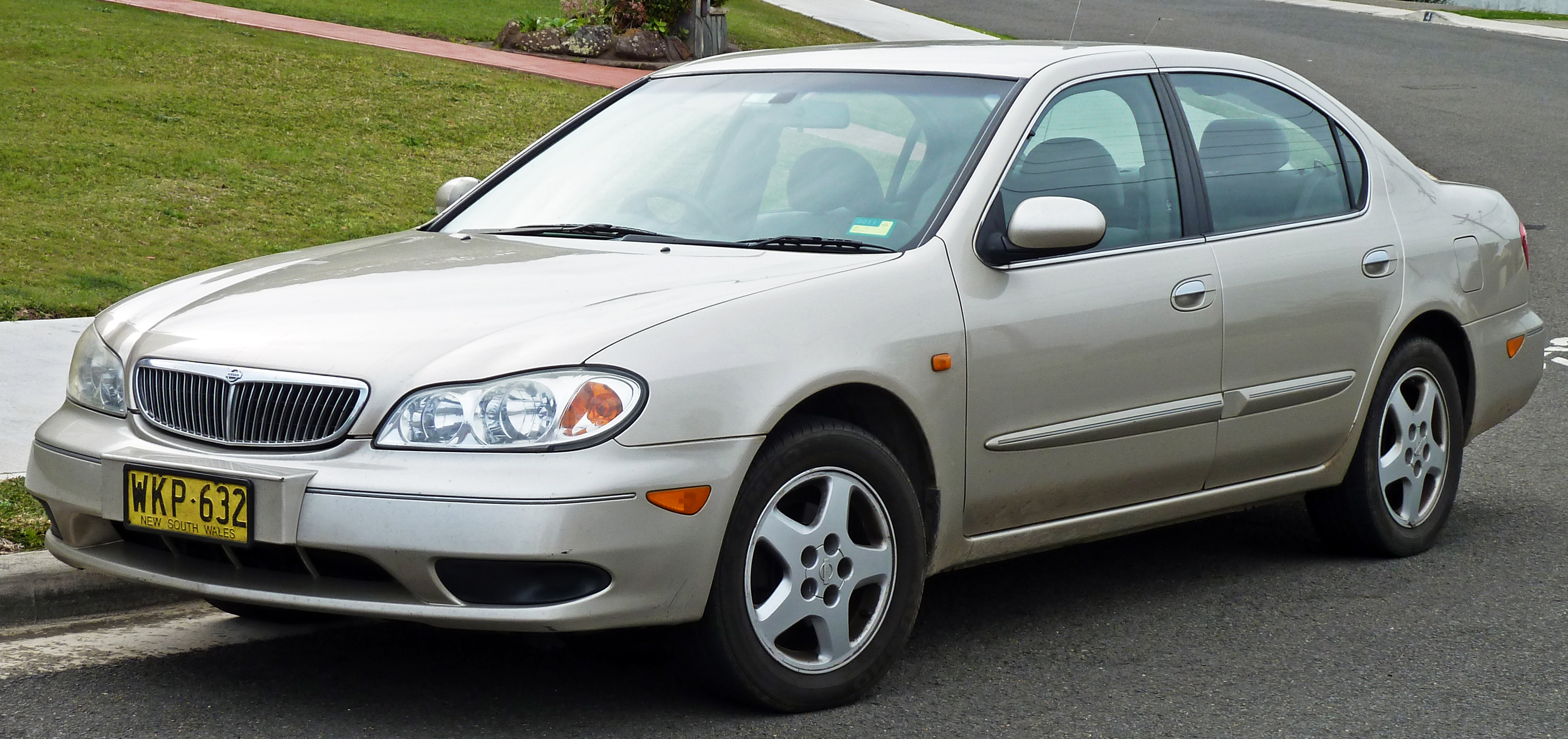
A33 спереди
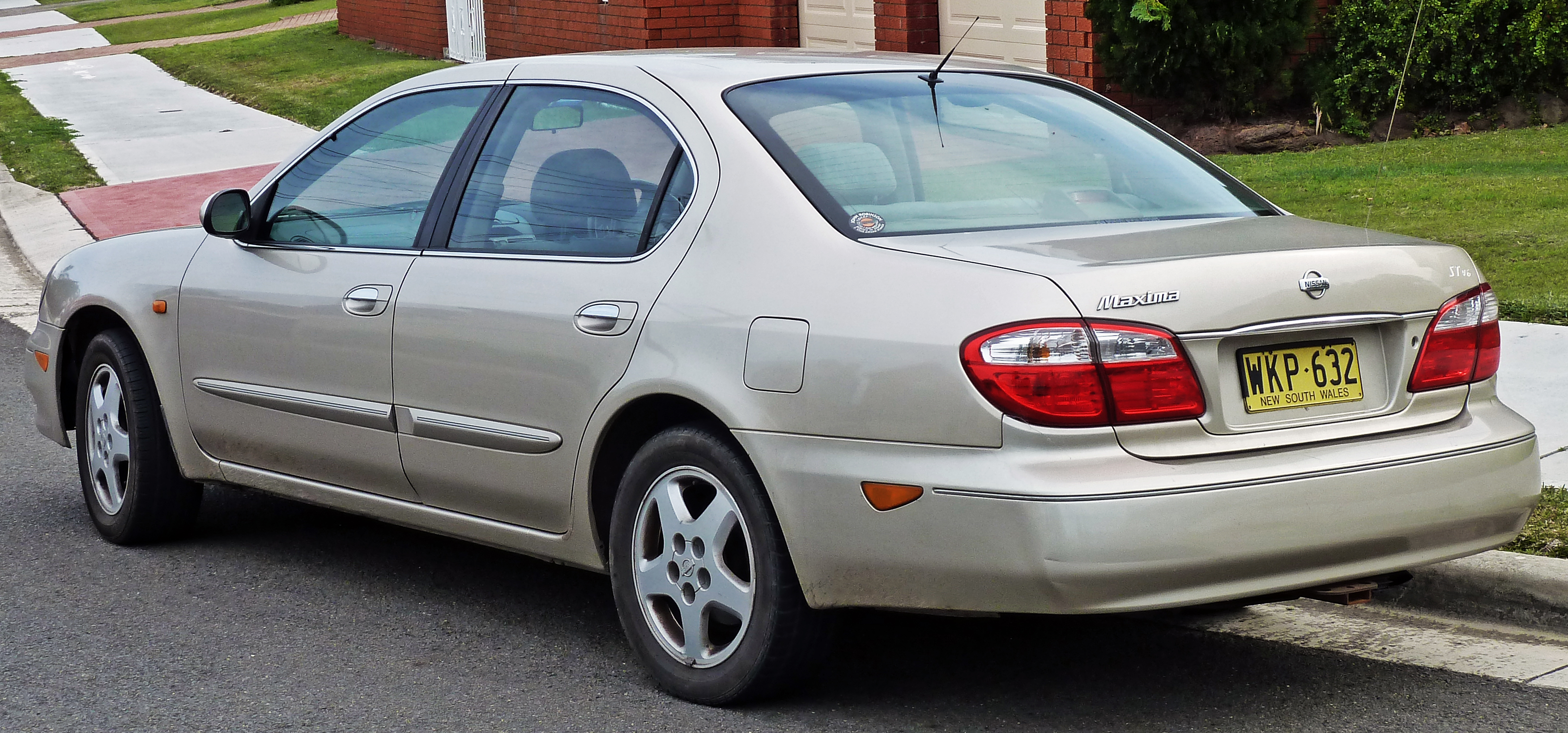
A33 сзади

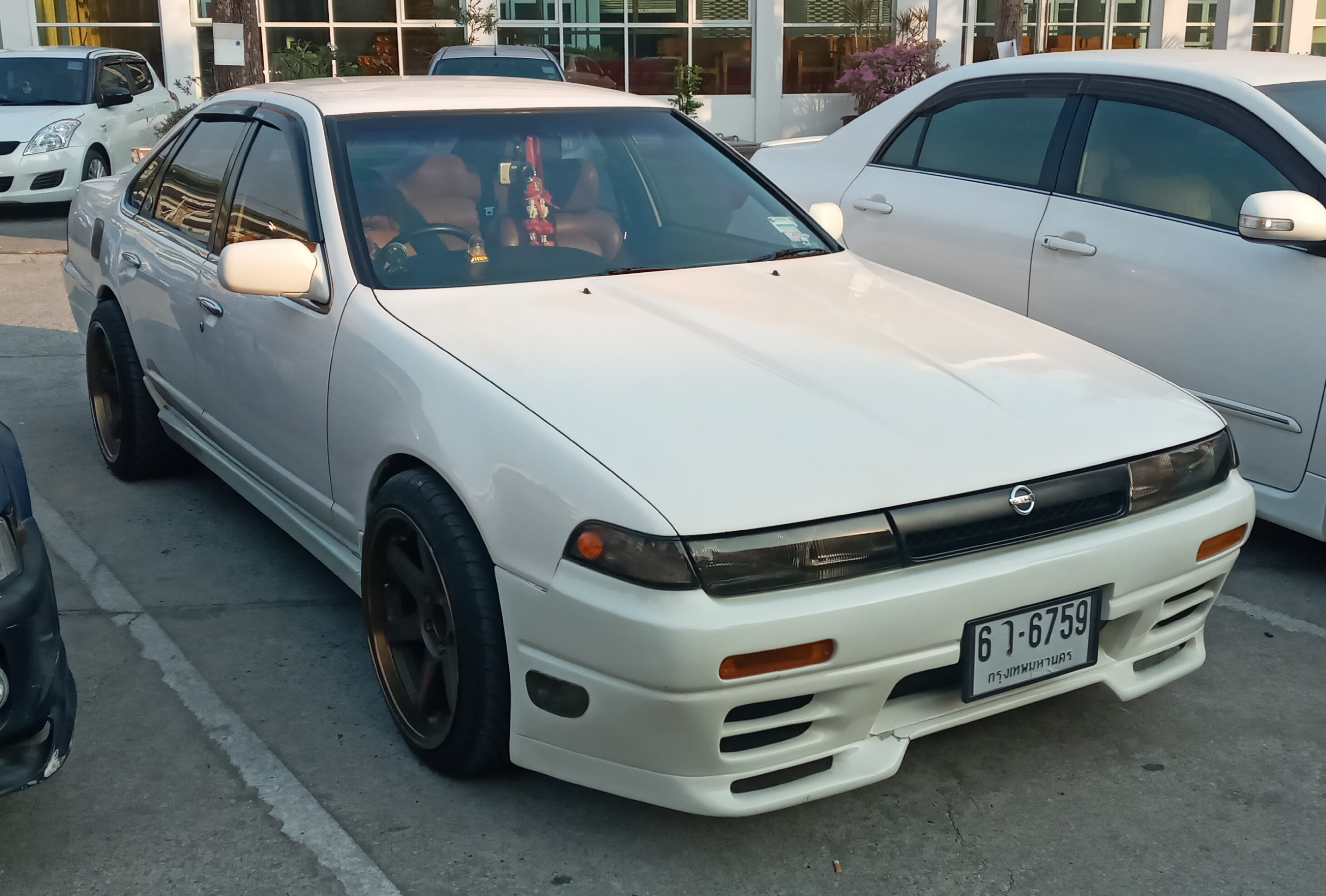
A31 спереди
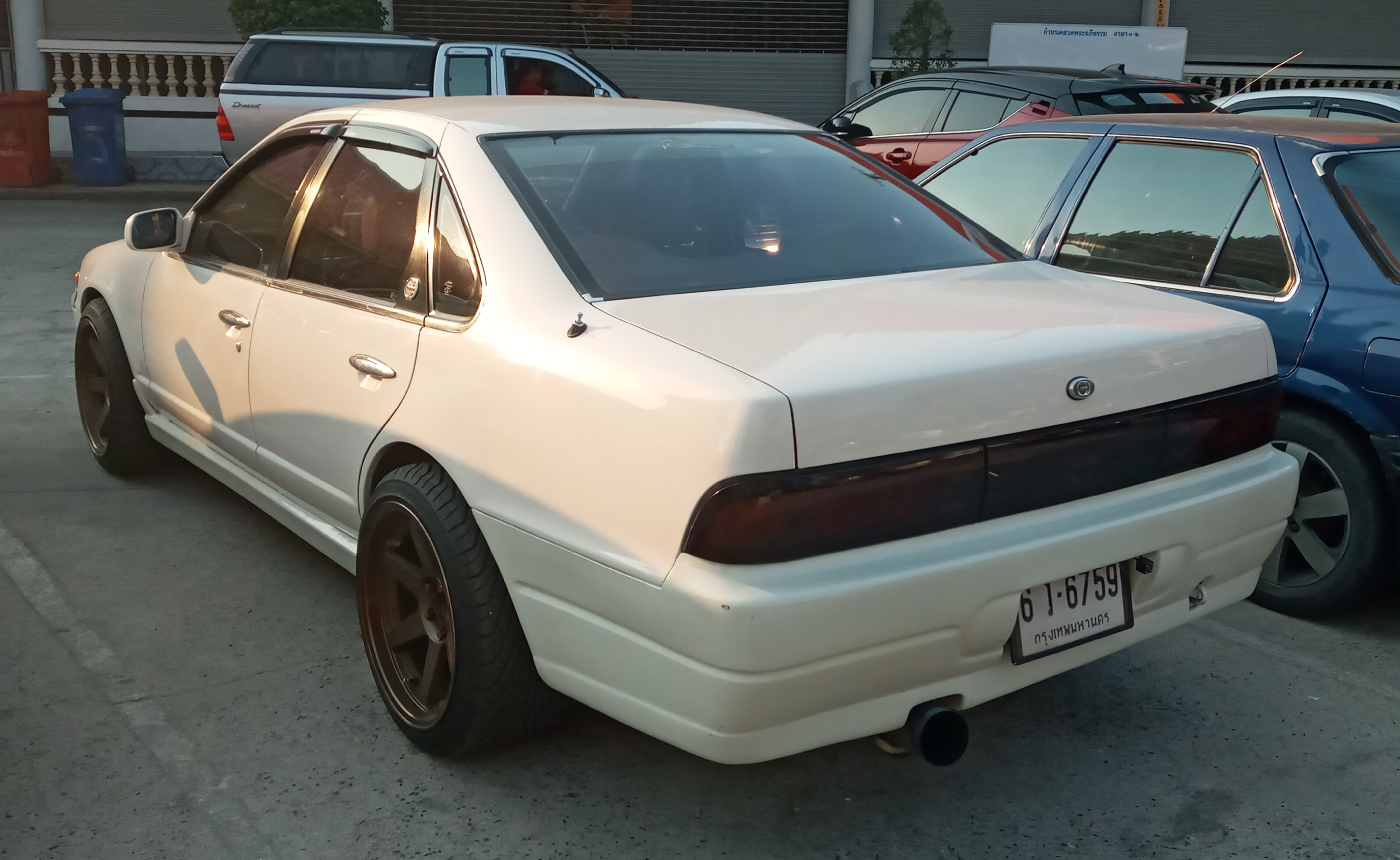
A31 сзади
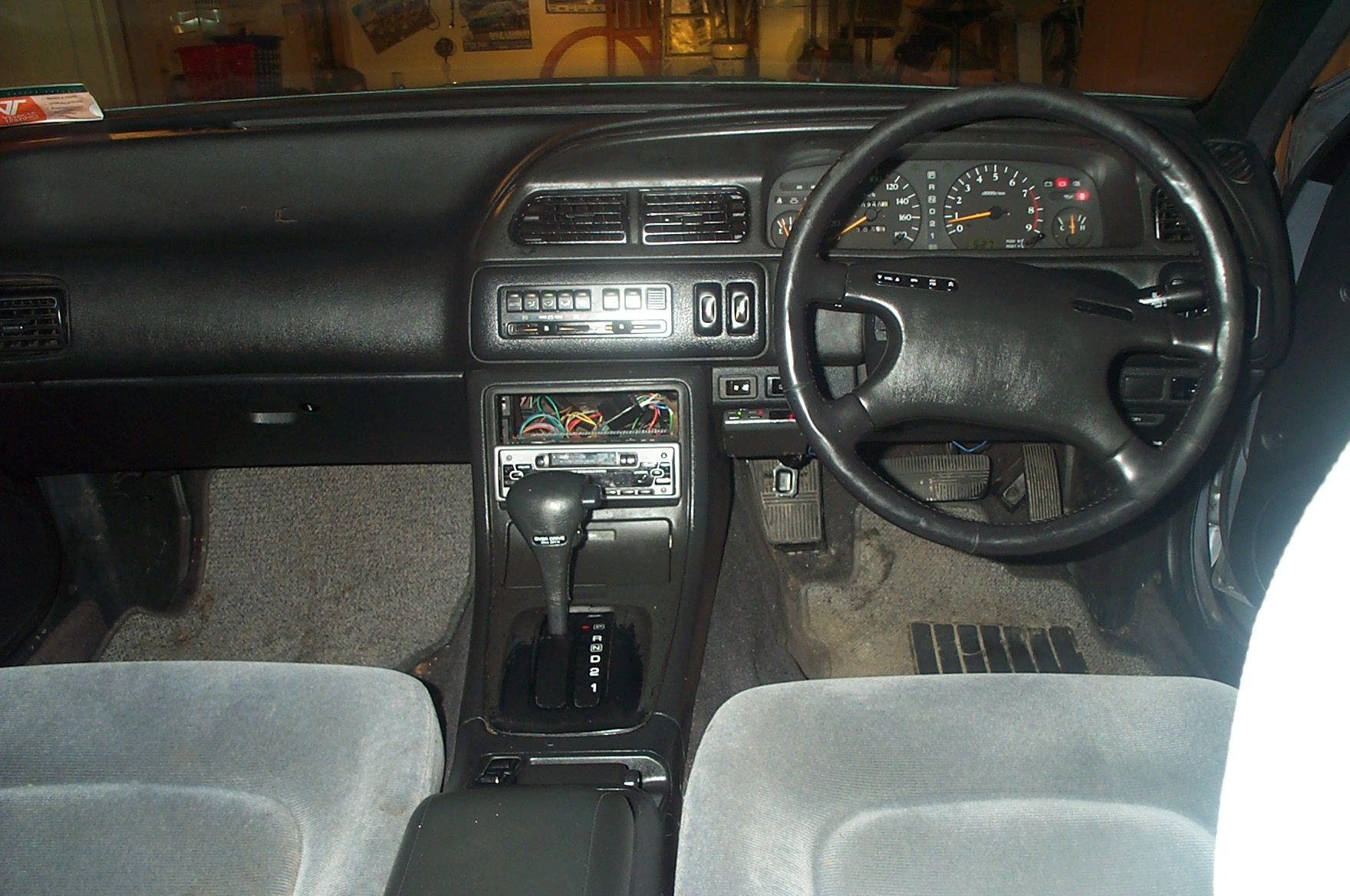
A31 интерьер

## Второе поколение (A32)
Nissan Cefiro A32 — среднеразмерный автомобиль, выпускавшийся компанией Nissan в период с 1994 по 1999 год. Модель пришла на смену Cefiro A31 и существенно отличалась от неё по конструкции: автомобиль стал крупнее, получил переднеприводную трансмиссию вместо заднеприводной и был оснащён более современным интерьером.
На внутреннем рынке Японии A32 предлагался в различных комплектациях с бензиновыми двигателями V6 серии VQ:
- VQ20DE (2,0 л, 155 л.с.),
- VQ25DE (2,5 л, 190 л.с.),
- VQ30DE (3,0 л, 220 л.с.).

Большое количество праворульных экземпляров было ввезено в Россию в рамках параллельного импорта.
Для стран с левосторонним расположением руля производился аналогичный автомобиль под названием Nissan Maxima. На рынках Северной Америки модель продавалась под названием Infiniti I30.
В российской продаже официально присутствовали европейские версии Maxima с бензиновыми двигателями V6 объёмом 2,0 и 3,0 литра. Мощность моторов составляла 149 и 173 л.с. соответственно. Варианты трансмиссий включали как механическую коробку передач, так и автоматическую.
Автомобили были доступны в кузове седан, также существовала менее распространённая модификация в кузове универсал. Большинство экземпляров оснащались автоматической трансмиссией. Все двигатели имели 24 клапана и привод ГРМ на цепи.
На экспортных рынках встречаются версии с 3,0-литровым двигателем VQ30DE мощностью 193 л.с. Окраска кузова в этот период сместилась в сторону более сдержанных цветовых решений.

### Галерея

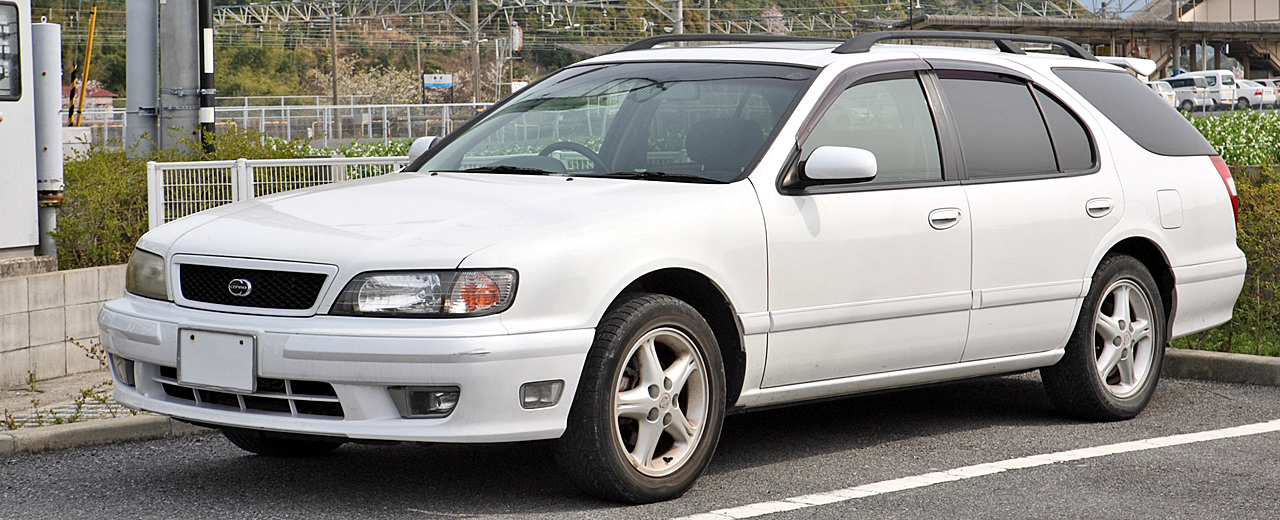
A32 универсал спереди
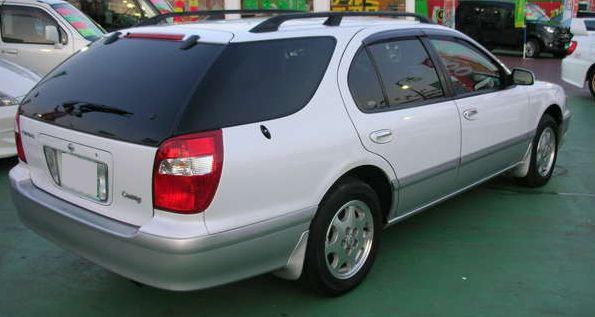
A32 универсал сзади
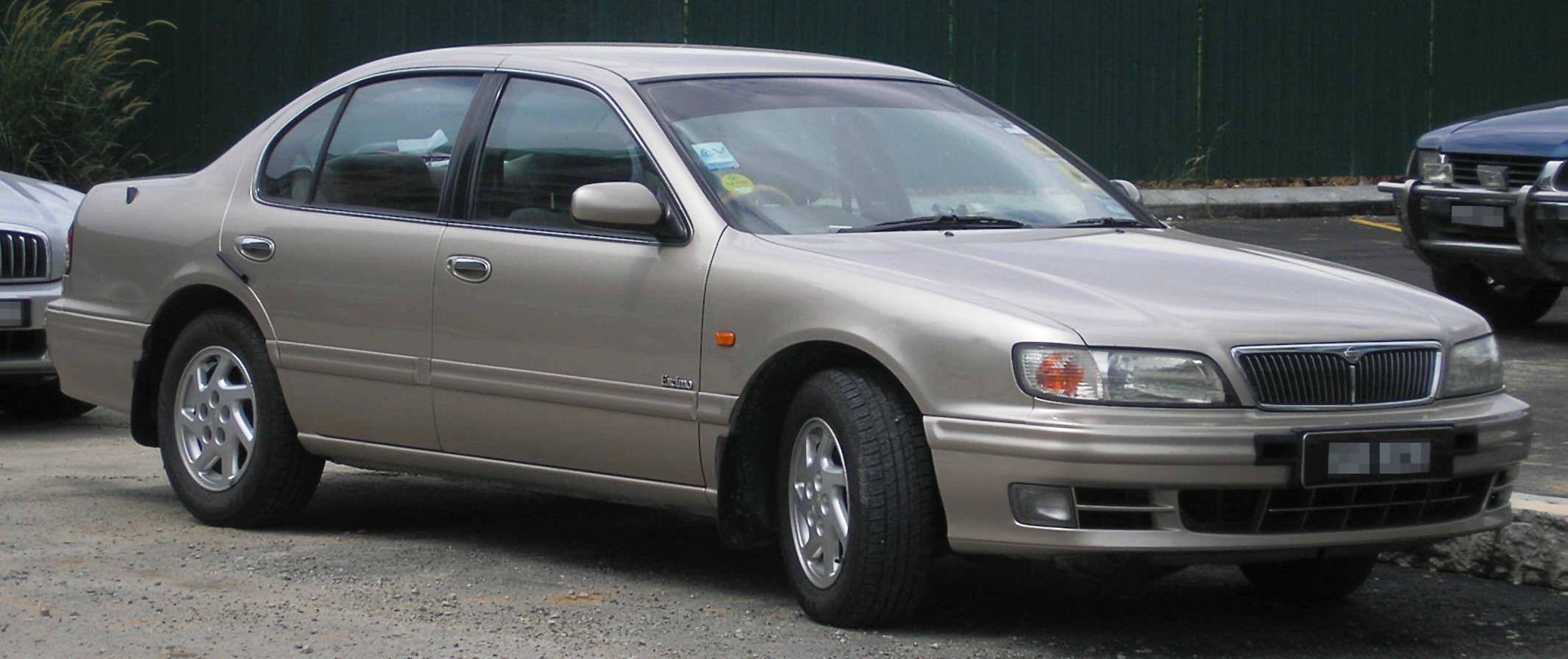
A32 седан спереди
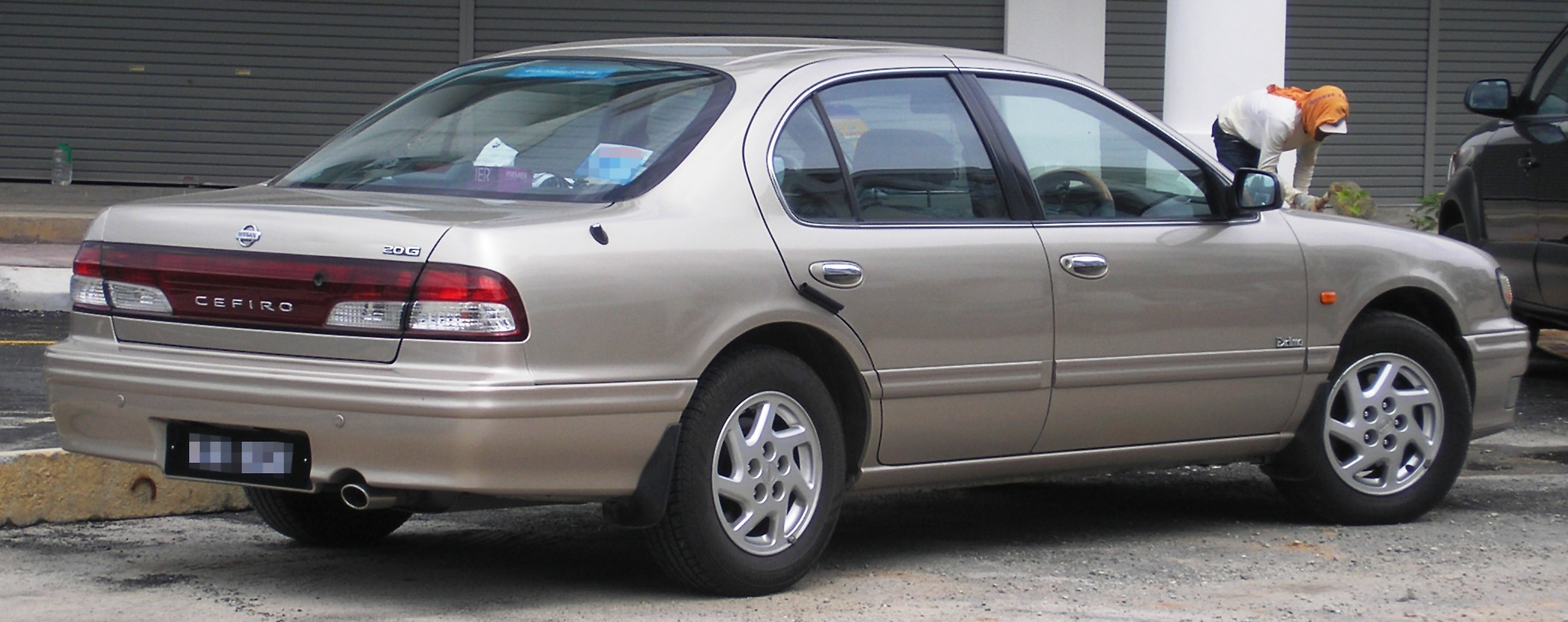
A32 седан сзади

## Третье поколение (A33)
А33 стал последним кузовом Cefiro, эта платформа также использовалась для Nissan Maxima и Infiniti I. Как и A32, А33 был разработан в большей степени для комфортабельного перемещения, в то же время сохраняя фирменный спортивный пыл. Доступные двигатели для данной модели: VQ20DE мощностью 160 л.с. и VQ25DD, оснащённый непосредственным впрыском ТНВД и обладавший мощностью 210 л.с.
В Австралии, А33 назывался Nissan Maxima и продавался с 1999 по 2002 год. Все модели для продаж в Австралии были оснащены 3,0-литровыми двигателями. А33 до сих пор выпускается по лицензии в Малайзии и Бангладеш. Данный автомобиль также поставлялся и в Россию официальными дилерами под названием Nissan Maxima. В 2003 году автомобиль сняли с производства. Нишу автомобиля бизнес-класса в компании Ниссан, занял Nissan Teana.

### Галерея
- A33 спереди
- A33 сзади